# Somatochlora williamsoni
Somatochlora williamsoni là loài chuồn chuồn trong họ Corduliidae. Loài này được Walker mô tả khoa học đầu tiên năm 1907.